# Erik Mohs
Pour les articles homonymes, voir Mohs.
Erik Mohs (né le 12 octobre 1986 à Leipzig) est un coureur cycliste allemand.

## Palmarès sur piste

### Championnats du monde
- Ballerup 2010
  - 10e du scratch
- Apeldoorn 2011
  - 17e de l'omnium

### Coupe du monde
- 2009-2010
  - 1er de l'américaine à Cali (avec Marcel Barth)
  - 2e du scratch à Cali

### Championnats d'Europe
- Cottbus 2007
  -  Champion d'Europe de l'américaine espoirs (avec Marcel Kalz)

### Championnats d'Allemagne
- 2004
  -  Champion d'Allemagne de l'américaine juniors (avec Sebastian Forke)
- 2007
  - 3e de l'américaine
- 2010
  - 2e de la course aux points
  - 3e de l'américaine
- 2011
  - 2e de l'américaine
  - 2e de l'omnium
- 2013
  - 3e de l'américaine

## Palmarès sur route

### Par années
| - 2006 - Tour de Sebnitz - 2007 - 2e étape du Grand Prix cycliste de Gemenc - Tour de Sebnitz - 3e et 5e étapes de la Tobago Cycling Classic - 2e de la Tobago Cycling Classic - 2008 - Tour du Harz (de) - 2009 - Médaillé de bronze au championnat du monde militaires sur route | - 2011 - 5e étape du Tour de Bulgarie - 2012 - 2e étape du Tour de l'Oder - 2015 - Tour du Sachsenring - 2016 - 1re étape du Tour de l'Oder - 2e du Tour du Sachsenring - 2017 - 3e du Grand Prix de Buchholz |

### Classements mondiaux
| Année           | 2007 | 2008 | 2009 | 2010 | 2011 | 2012 |
| --------------- | ---- | ---- | ---- | ---- | ---- | ---- |
| UCI Europe Tour | 967e | 903e |      | 766e | 859e | 932e |